# Frictiedemper

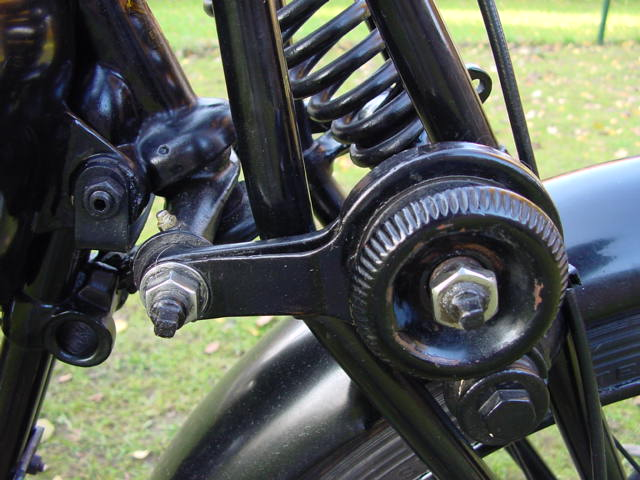
Een frictiedemper op de voorvering van een Velocette-motorfiets uit 1933.

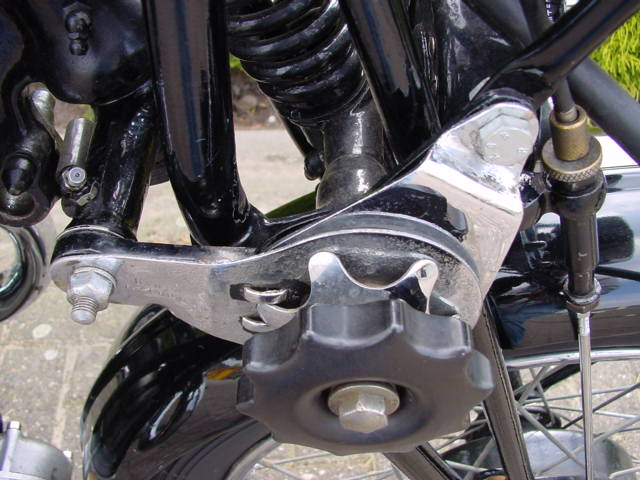
Een frictiedemper op de voorvering van een BSA motorfiets uit 1935.

Een frictiedemper is een wrijvingsdemper, die vroeger werd toegepast als schokdemper of als stuurdemper op motorfietsen. Het onderdeel wordt ook wel een ride control genoemd.